# Oglasa obliquilinea
Oglasa obliquilinea là một loài bướm đêm trong họ Noctuidae.